# Juri Lwowitsch Awerbach
Juri Lwowitsch Awerbach (russisch Юрий Львович Авербах, wiss. Transliteration: Jurij L’vovič Averbach; * 8. Februar 1922 in Kaluga; † 7. Mai 2022 in Moskau) war ein sowjetischer bzw. russischer Schachmeister und -funktionär. Im Jahre 1995 wurde er Ehrenmitglied der FIDE. Nach dem Tod von Andor Lilienthal im Mai 2010 war er der älteste lebende Schachgroßmeister.

## Leben
Juri Awerbach erlernte Schach als Siebenjähriger. 1938 gewann er die Schülermeisterschaft der UdSSR. 1944 erhielt er den Titel Meister der UdSSR. Dreimal (1949, 1950, 1962) gewann er die Meisterschaft Moskaus. 1952 erhielt er von der FIDE den Titel Großmeister verliehen. Im gleichen Jahr wurde er beim Interzonenturnier von Saltsjöbaden geteilter 5. bis 8., was eine Qualifikation zum Kandidatenturnier in Zürich bedeutete, bei dem Awerbach den 10.–11. Platz erzielte. Er gab daraufhin seinen Beruf als Ingenieur am Institut für Raketenflugzeuge in Moskau auf und widmete sich ganz dem Schach.

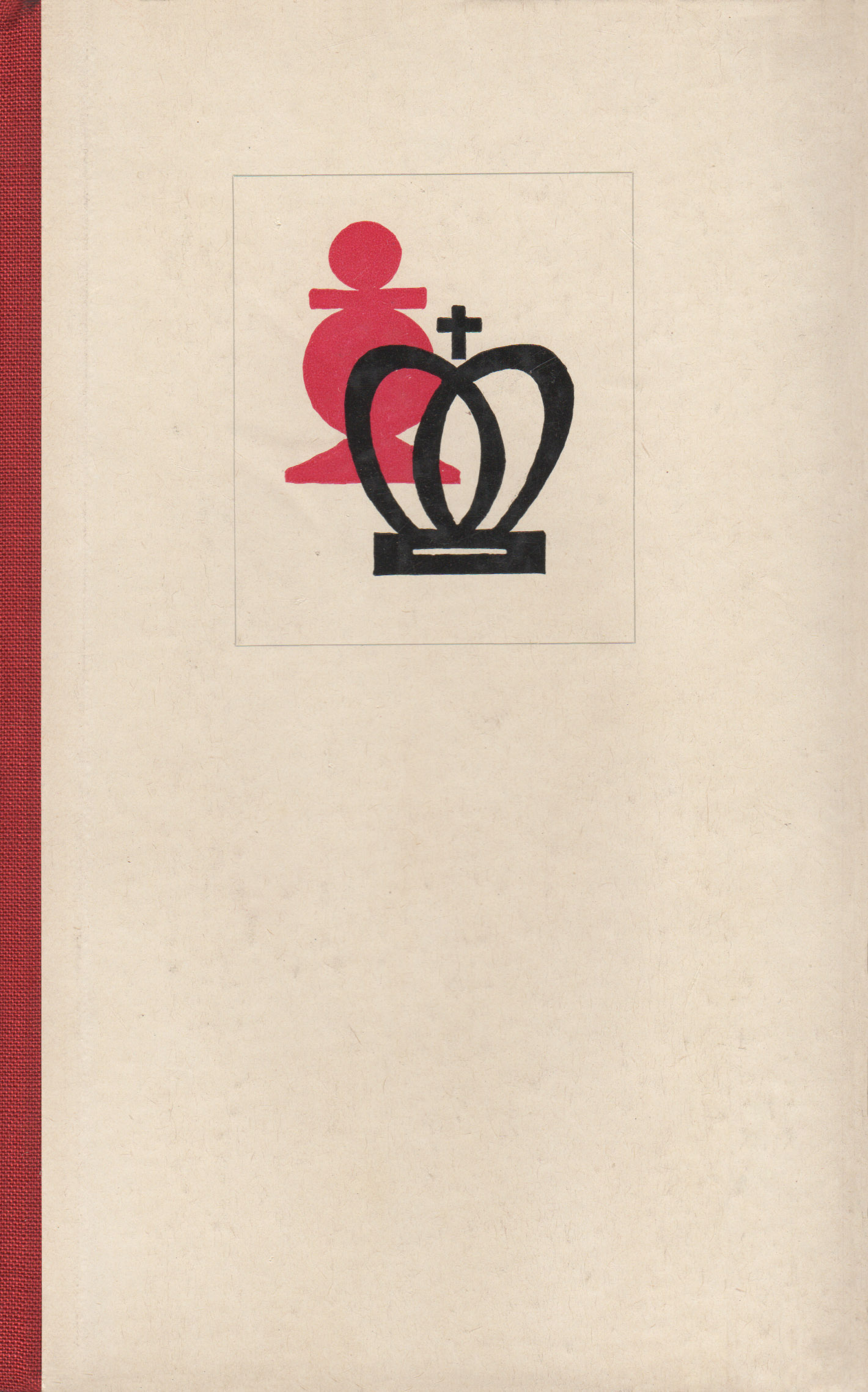
Lehrbuch der Endspiele (Teil I Bauernendspiele 1958)

1954 gewann Awerbach die UdSSR-Meisterschaft. 1955 verlor er beim Vergleichskampf UdSSR – USA gegen Donald Byrne mit 1:3 und wurde für ein Jahr aus der Nationalmannschaft ausgeschlossen. Er begleitete Boris Spasski als Sekundant zur Jugend-Weltmeisterschaft in Antwerpen 1955. Bei der UdSSR-Meisterschaft 1956 in Leningrad teilte er sich mit Mark Taimanow und Boris Spasski die Plätze 1 bis 3. Beim Interzonenturnier in Portorož 1958 spielte er seine einzige Turnierpartie gegen Bobby Fischer, die mit einem Remis endete. Fischer kommentierte dies mit der Bemerkung: „Ich hatte Angst, gegen einen russischen Großmeister zu verlieren, und er hatte Angst, gegen ein Kind zu verlieren.“
Awerbach errang im Laufe seiner Schachkarriere eine Vielzahl von Turniersiegen: 1.–2. in Dresden 1956, 1. in Djakarta 1956, 1. in Adelaide 1960, 1. in Wien 1961, 1.–2. in Moskau 1962, 1.–2. in Bukarest 1971, 1.–2. in Polanica-Zdrój, 1.–3. in Manila 1979. Mit der sowjetischen Mannschaft gewann er die Mannschaftseuropameisterschaften 1957 in Baden (Niederösterreich) und 1965 in Hamburg. 1965 erreichte er außerdem das beste Einzelergebnis am achten Brett.
1969 wurde er Internationaler Schachschiedsrichter. Er war unter anderem Schiedsrichter beim Wettkampf um die Weltmeisterschaft der Professional Chess Association zwischen Garri Kasparow und Nigel Short in London 1993. Von 1972 bis 1977 war er Präsident des Schachverbandes der UdSSR. Außerdem war er langjähriger Chefredakteur der Schachzeitschrift Schachmaty w SSSR. 2011 erschien seine Autobiographie in englischer Sprache unter dem Titel Centre-Stage and Behind the Scenes.
Awerbach spielte ab 1992 keine Elo-gewertete Partie mehr und wurde daher bei der FIDE als inaktiv geführt. Seine beste Elo-Zahl von 2550 erreichte er 1971 und 1972. Seine beste historische Elo-Zahl vor Einführung der Elo-Zahlen war 2715. Er erreichte sie im Februar 1957 und lag damit auf Platz 8 der Weltrangliste. Im Februar 2020 wurde Awerbach anlässlich des FIDE-Kongresses in Abu Dhabi zum Ehrenmitglied der FIDE ernannt. Er starb im Mai 2022 im Alter von 100 Jahren.

## Beiträge zur Schachtheorie

### Endspiele
Hohe Bekanntheit erlangte er im Kreise der Schachspieler als Autor und Analytiker, besonders von Endspielen. Er hat mehr als 200 theoretische Endspiele und einige Studien komponiert, wovon eine einen Spezialpreis erhielt.

### Eröffnungen
|   | a | b | c | d | e | f | g | h |   |
| 8 |   |   |   |   |   |   |   |   | 8 |
| 7 |   |   |   |   |   |   |   |   | 7 |
| 6 |   |   |   |   |   |   |   |   | 6 |
| 5 |   |   |   |   |   |   |   |   | 5 |
| 4 |   |   |   |   |   |   |   |   | 4 |
| 3 |   |   |   |   |   |   |   |   | 3 |
| 2 |   |   |   |   |   |   |   |   | 2 |
| 1 |   |   |   |   |   |   |   |   | 1 |
|   | a | b | c | d | e | f | g | h |   |

Nach Awerbach ist das Awerbach-System in der Königsindischen Verteidigung benannt:
1. d2–d4 Sg8–f6 2. c2–c4 g7–g6 3. Sb1–c3 Lf8–g7 4. e2–e4 d7–d6 5. Lf1–e2 0–0 6. Lc1–g5.
Auch der Aufbau
1. e2–e4 g7–g6 2. d2–d4 Lf8–g7 3. c2–c4 d7–d6 4. Sb1–c3
in der Modernen Verteidigung trägt seinen Namen.

## Werke auf Deutsch
- Lehrbuch der Endspiele. Teil 1, Sportverlag, Berlin 1958.
- Lehrbuch der Endspiele. Teil 2, Sportverlag, Berlin 1960.
- Lehrbuch der Endspiele. Teil 3, Sportverlag, Berlin 1963.
- Lehrbuch der Endspiele. Teil 4, Sportverlag, Berlin 1964.
- Lehrbuch der Schachendspiele. Band 1, Sportverlag, Berlin 1972.
- Lehrbuch der Schachendspiele. Band 2, Sportverlag, Berlin 1972.
- Schachtaktik für Fortgeschrittene. Sportverlag, Berlin 1979.
- Was man über das Endspiel wissen muß. Schachverlag Rudi Schmaus, 2. Auflage, Heidelberg 1986.
- Mit Mark Taimanow: Schach-WM ’85. Karpow–Kasparow. Verlag Harri Deutsch, Frankfurt am Main 1986, ISBN 3-87144-914-8.
- Turmendspiele. Band 1, Sportverlag, Berlin 1986, ISBN 3-328-00091-7.
- Turmendspiele. Band 2, Sportverlag, Berlin 1986, ISBN 3-328-00092-5.
- Mit Michail Bejlin: ABC des Schachspiels. Ein Lehrbuch für die Anfängerausbildung. Sportverlag, 9. Auflage, Berlin 1987, ISBN 3-328-00232-4.
- Erfolg im Endspiel. Sportverlag, Berlin 1987, ISBN 3-328-00165-4.
- Läufer- und Springerendspiele. Sportverlag, Berlin 1988, ISBN 3-328-00234-0.
- Bauernendspiele. Sportverlag, Berlin 1988, ISBN 3-328-00236-7.
- Endspiele Springer gegen Läufer, Turm gegen Leichtfigur. Sportverlag, Berlin 1989, ISBN 3-328-00294-4.
- Damenendspiele. Sportverlag, Berlin 1990, ISBN 3-328-00335-5.
- Mit Alexander Kotow und Michail Judowitsch: Schachbuch für Meister von Morgen. Joachim Beyer Verlag, Eltmann 2015, ISBN 978-3-940417-44-2.